# Eric Weddle
(en) Statistiques sur pro-football-reference
Eric Steven Weddle, né le 4 janvier 1985 à Fontana, est un joueur professionnel américain de football américain. Il joue au poste de safety dans la National Football League (NFL) depuis 2006.
Après avoir joué au niveau universitaire pour les Utes de l'Utah en NCAA Division 1 FBS de 2003 à 2006, il est sélectionné lors du 2e tour de la draft 2007 de la NFL par la franchise des Chargers de San Diego. Il y reste neuf saisons (2007-2015) et est engagé ensuite par les Ravens de Baltimore de 2016 à 2018 et les Rams de Los Angeles en 2019.
Sélectionné à six reprises au Pro Bowl, il est considéré comme l'un des meilleurs joueurs à sa position dans la NFL.

## Biographie

### Carrière universitaire
Il a joué au niveau universitaire pour les Utes de l'université de l'Utah de 2003 à 2006. Lors des saisons 2005 et 2006, il est nommé joueur défensif de l'année au sein de la Mountain West Conference (MWC). À sa dernière saison, il figure dans l'équipe All-America qui regroupe les meilleurs joueurs universitaires du pays.

### Carrière professionnelle
Il est sélectionné par les Chargers de San Diego au 37e rang lors du deuxième tour de la draft 2007 de la NFL.
Devenu agent libre en 2011 et convoité par de nombreuses équipes, il choisit de rester avec les Chargers en signant un contrat de 5 ans pour un montant de 40 millions de dollars. Il intercepte sept passes durant cette saison et termine premier à ce chapitre, à égalité avec Kyle Arrington et Charles Woodson.
En 2016, il s'entend avec les Ravens de Baltimore sur un contrat de 4 ans pour 26 millions de dollars.
Libéré par les Ravens après la saison 2018, il signe pour deux ans avec les Rams de Los Angeles.
Il annonce sa retraite sportive le 6 février 2020.
Le 12 janvier 2022, il sort de sa retraite et signe avec les Rams de Los Angeles en vue des éliminatoires après les blessures des titulaires Jordan Fuller et Taylor Rapp. Il aide les Rams à remporter le Super Bowl LVI face aux Bengals de Cincinnati. Lors de ce match, il s'est déchiré un muscle pectoral durant le premier quart-temps, mais a tout de même continué à jouer. Ayant accompli son objectif de remporter un Super Bowl, il annonce de nouveau sa retraite sportive.

## Statistiques

### Universitaires
| Année       | Équipe      | Statut      | MJ |       | Plaquages | Plaquages | Plaquages | Plaquages |       | Interceptions | Interceptions | Interceptions | Interceptions |  | Fumbles | Fumbles |
| Année       | Équipe      | Statut      | MJ | Total | Seul      | Ast.      | Sacks     | Nb.       | Yards | Déf.          | TD            | Nb.           | Rec.          |  |         |         |
| 2003        | Utah        | Fr.         | 12 | 0     | 0         | 0         | 0         | 3         | 0     | 0             | 0             | 0             | 0             |  |         |         |
| 2004        | Utah        | So.         | 11 | 0     | 0         | 0         | 0         | 4         | 34    | 0             | 0             | 0             | 0             |  |         |         |
| 2005        | Utah        | Jr.         | 12 | 78    | 49        | 29        | 4         | 4         | 34    | 0             | 1             | 0             | 0             |  |         |         |
| 2006        | Utah        | Sr.         | 13 | 65    | 41        | 24        | 5         | 7         | 80    | 0             | 2             | 0             | 1             |  |         |         |
| Totaux NCAA | Totaux NCAA | Totaux NCAA | 48 | 143   | 90        | 53        | 9         | 18        | 148   | 0             | 3             | 0             | 1             |  |         |         |

### Professionnelles
| Année      | Équipe                | MJ  |       | Plaquages | Plaquages | Plaquages | Plaquages |       | Interceptions | Interceptions | Interceptions | Interceptions |  | Fumbles | Fumbles |
| Année      | Équipe                | MJ  | Total | Seul      | Ast.      | Sacks     | Nb.       | Yards | Déf.          | TD            | Nb.           | Rec.          |  |         |         |
| 2007       | Chargers de San Diego | 15  | 54    | 43        | 11        | 1         | 1         | 0     | 6             | 0             | 0             | 0             |  |         |         |
| 2008       | Chargers de San Diego | 16  | 127   | 105       | 22        | 1         | 1         | 3     | 5             | 0             | 0             | 1             |  |         |         |
| 2009       | Chargers de San Diego | 13  | 82    | 68        | 14        | 1,5       | 2         | 44    | 7             | 1             | 0             | 0             |  |         |         |
| 2010       | Chargers de San Diego | 16  | 96    | 80        | 16        | 0,5       | 2         | 64    | 10            | 1             | 0             | 0             |  |         |         |
| 2011       | Chargers de San Diego | 16  | 88    | 70        | 18        | 0         | 7         | 89    | 11            | 0             | 0             | 0             |  |         |         |
| 2012       | Chargers de San Diego | 16  | 97    | 83        | 14        | 1         | 3         | 52    | 8             | 1             | 3             | 2             |  |         |         |
| 2013       | Chargers de San Diego | 16  | 115   | 88        | 27        | 1         | 2         | 21    | 9             | 0             | 0             | 2             |  |         |         |
| 2014       | Chargers de San Diego | 16  | 114   | 91        | 23        | 0         | 1         | 17    | 8             | 0             | 0             | 0             |  |         |         |
| 2015       | Chargers de San Diego | 13  | 78    | 55        | 23        | 0,5       | 0         | 0     | 6             | 0             | 0             | 1             |  |         |         |
| 2016       | Ravens de Baltimore   | 16  | 89    | 48        | 41        | 1         | 4         | 92    | 13            | 0             | 0             | 0             |  |         |         |
| 2017       | Ravens de Baltimore   | 16  | 63    | 49        | 14        | 1         | 6         | 85    | 8             | 1             | 0             | 1             |  |         |         |
| 2018       | Ravens de Baltimore   | 16  | 68    | 54        | 14        | 1         | 0         | 0     | 3             | 0             | 0             | 0             |  |         |         |
| 2019       | Rams de Los Angeles   | 16  | 108   | 69        | 39        | 0         | 0         | 0     | 4             | 0             | 0             | 0             |  |         |         |
| Totaux NFL | Totaux NFL            | 201 | 1179  | 903       | 276       | 9,5       | 29        | 467   | 98            | 4             | 3             | 7             |  |         |         |

| Année      | Équipe                | MJ |       | Plaquages | Plaquages | Plaquages | Plaquages |       | Interceptions | Interceptions | Interceptions | Interceptions |  | Fumbles | Fumbles |
| Année      | Équipe                | MJ | Total | Seul      | Ast.      | Sacks     | Nb.       | Yards | Déf.          | TD            | Nb.           | Rec.          |  |         |         |
| 2007       | Chargers de San Diego | 3  | 12    | 7         | 5         | 0         | 1         | 0     | 1             | 0             | 0             | 0             |  |         |         |
| 2008       | Chargers de San Diego | 2  | 18    | 15        | 3         | 1         | 0         | 0     | 3             | 0             | 1             | 0             |  |         |         |
| 2009       | Chargers de San Diego | 1  | 8     | 8         | 0         | 1         | 0         | 0     | 0             | 0             | 0             | 0             |  |         |         |
| 2013       | Chargers de San Diego | 2  | 11    | 6         | 5         | 0         | 0         | 0     | 1             | 0             | 0             | 0             |  |         |         |
| 2018       | Ravens de Baltimore   | 1  | 7     | 7         | 0         | 0         | 0         | 0     | 0             | 0             | 0             | 0             |  |         |         |
| 2021       | Rams de Los Angeles   | 4  | 18    | 10        | 8         | 0         | 0         | 0     | 0             | 0             | 0             | 0             |  |         |         |
| Totaux NFL | Totaux NFL            | 13 | 74    | 53        | 21        | 2         | 1         | 0     | 5             | 0             | 1             | 0             |  |         |         |